# アルフォンソ・デ・ボルボーン＝ドス・シシリアス
アルフォンソ・マリア・デ・ボルボン＝ドス・シシリアス・イ・ボルボン（スペイン語: Alfonso María de Borbón-Dos Sicilias y Borbón, 1901年11月30日 - 1964年2月3日）は、カラブリア系ボルボーネ＝シチリア家の家長。スペイン王子（Infante de España）、カラブリア公およびカゼルタ伯。イタリア語名はアルフォンソ・マリア・ディ・ボルボーネ＝ドゥエ・シチリエ（Alfonso Maria di Borbone-Due Sicilie）。異母妹にスペイン国王フアン・カルロス1世の母マリア・デ・ラス・メルセデスがいる。

## 生涯
カゼルタ伯カルロ・タンクレーディと、スペイン王女マリア・デ・ラス・メルセデス（アルフォンソ12世の長女）の長男として、マドリードで生まれた。1904年、母マリアが妹イザベッラを出産後に急逝すると、母方の叔父にあたるスペイン王アルフォンソ13世（当時は独身）によって、アストゥリアス公（1907年にアルフォンソ王子が誕生するまで）およびスペイン王子の称号を授けられた。
1936年4月16日、ボルボーネ＝パルマ家家長エリアと母の従妹にあたるオーストリア大公女マリア・アンナの四女アリーチェ（アリシア）と結婚し、1男2女を儲けた。
- テレサ（1937–）
- カルロス（1938–2015） - スペイン王子、カラブリア公
- イネス（1940–）

両シチリア王家家長であった伯父のカラブリア公フェルディナンド・ピオが死去した1960年以後、カラブリア公位を継いで叔父のカストロ公ラニエーリと両シチリア王家家長の座をめぐって争った。

スペイン王子アルフォンソの紋章